# Jack Clayton
Jack Clayton (* 1. März 1921 in Brighton, East Sussex; † 26. Februar 1995 in Slough, Berkshire) war ein britischer Filmregisseur und Filmproduzent. Das Mitglied der British New Wave wurde bekannt als Fachmann für Literaturverfilmungen und Produzent dreier John-Huston-Filme.

## Film
Bereits mit vierzehn begann Clayton als Assistent von Alexander Korda beim Filmstudio London Films, bevor er eingezogen wurde und als Kommandeur einer Fliegereinheit Dokumentarfilme bei der Royal Air Force drehte. Nach dem Krieg arbeitete er erneut für Korda und wurde schließlich Produktionsmanager und teilhabender Produzent. Als Produzent war Clayton in den 1950er-Jahren an den John-Huston-Filmen Moulin Rouge, Schach dem Teufel und Moby Dick beteiligt.
Seine erste Regiearbeit war 1955 Der Mantel nach Maß nach einer Geschichte von Nikolai Gogol. Der Film gewann den Oscar als bester Kurzfilm des Jahres. Drei Jahre später drehte Clayton seinen ersten Spielfilm, Der Weg nach oben (Room at the Top), der die British New Wave einläutete, die Zeit realistischer, betont gesellschaftskritischer Filme aus England. Der Film war ein großer finanzieller und künstlerischer Erfolg und erhielt sechs Oscar-Nominierungen, darunter eine für Clayton als besten Regisseur (Oscars gingen an die Drehbuchautoren und Simone Signoret als beste Hauptdarstellerin).
Weil er Angst hatte festgelegt zu werden, lehnte Clayton die Verfilmung von Alan Sillitoes gesellschaftskritischem Roman Samstagnacht und Sonntagmorgen ab, die dann Karel Reisz übernahm. Claytons nächster Film, die Henry-James-Verfilmung Schloß des Schreckens (The Innocents), gilt heute als Klassiker des Horrorfilm-Genres. Wieder steht eine Frau im Mittelpunkt des Films, wie in den meisten Filmen Claytons.
Clayton legte immer wieder längere Pausen zwischen Produktionen ein und verfehlte mehrfach den Geschmack des Publikums und der Kritiker. Er wurde 1974 als Regisseur des amerikanischen Prestigeprojektes Der große Gatsby (The Great Gatsby) ausgewählt, doch die F.-Scott-Fitzgerald-Adaption wurde trotz Kassenerfolgen von den meisten Kritikern als zu steif und leblos empfunden. Es dauerte dreizehn Jahre, bis Clayton wieder einen Film drehte, der bei Kritik und Publikum ankam: Die große Sehnsucht der Judith Hearne (The Lonely Passion of Judith Hearne) mit Maggie Smith. Wieder mit Smith drehte Clayton 1991 für die BBC seinen letzten Film: Memento Mori nach Muriel Spark.
Clayton war 1947 bis 1953 mit der Schauspielerin Christine Norden, ab 1953 mit seiner Kollegin Katherine Kath und ab 1984 mit der Schauspielerin Haya Harareet verheiratet.

## Auszeichnungen
- 1955 Der Mantel nach Maß: Bester Kurzfilm auf dem Filmfestival in Venedig
- 1959 Der Weg nach oben (Room at the Top): Wettbewerbsfilm auf dem Filmfestival in Cannes, Oscar-Nominierung
- 1961 Schloß des Schreckens (The Innocents): Wettbewerbsfilm auf dem Filmfestival in Cannes, DGA-Award-Nominierung, NBR-Award
- 1964 The Pumpkin Eater: Wettbewerbsfilm auf dem Filmfestival in Cannes
- 1967 Jede Nacht um neun (Our Mother’s House): Wettbewerbsfilm auf dem Filmfestival in Venedig
- 1983 Das Böse kommt auf leisen Sohlen (Something Wicked This Way Comes): Wettbewerbsfilm auf dem Avoriaz Fantastic Film Festival
- 1991 Memento (Memento Mori): BAFTA-Award-Nominierung, Writers Guild of Great-Britain-Award-Nominierung als Drehbuchautor

## Filmografie
Regisseur
- 1944: Naples is a Battlefield
- 1955: Der Mantel nach Maß (The Bespoke Overcoat)
- 1959: Der Weg nach oben (Room at the Top)
- 1961: Schloß des Schreckens (The Innocents)
- 1964: Schlafzimmerstreit (The Pumpkin Eater)
- 1967: Jede Nacht um neun (Our Mother’s House)
- 1974: Der große Gatsby (The Great Gatsby)
- 1983: Das Böse kommt auf leisen Sohlen (Something Wicked This Way Comes)
- 1987: Die große Sehnsucht der Judith Hearne (The Lonely Passion of Judith Hearne)
- 1991: Memento Mori

Produzent
- 1949: Pique Dame (The Queen of Spades)
- 1951: Flesh and Blood
- 1952: Moulin Rouge
- 1953: Schach dem Teufel (Beat the Devil)
- 1954: Vier bleiben auf der Strecke (The Good Die Young)
- 1955: I Am a Camera (Produktionsleitung)
- 1955: Der Mantel nach Maß (The Bespoke Overcoat)
- 1956: Sailor Beware
- 1956: Moby Dick
- 1956: Dry Rot
- 1956: Drei Mann in einem Boot (Three Men in a Boat)
- 1957: Esther Costello (The Story of Esther Costello)
- 1958: Besuch um Mitternacht (The Whole Truth)
- 1961: Schloß des Schreckens (The Innocents)
- 1967: Jede Nacht um neun (Our Mother’s House)